# Glossanodon struhsakeri
Glossanodon struhsakeri és una espècie de peix pertanyent a la família dels argentínids.

## Hàbitat
És un peix marí, bentopelàgic i de clima temperat que viu entre 185 i 373 m de fondària.

## Distribució geogràfica
Es troba al Pacífic occidental central (Austràlia) i el Pacífic oriental (les illes Hawaii).

## Observacions
És inofensiu per als humans.